# Rhyssalus brunneiventris
Rhyssalus brunneiventris är en stekelart som beskrevs av William Harris Ashmead 1894. Rhyssalus brunneiventris ingår i släktet Rhyssalus och familjen bracksteklar. Inga underarter finns listade i Catalogue of Life.